# Vridslidventil
Vridslidventil är en ventil som reglerar ett flöde genom att en vridbar slid kan öppna eller helt stänga till flödets väg genom ventilhuset.
En variant, trevägs vridslidventil, kan användas antingen som blandnings- eller fördelningsventil. Typiska användningsområden är till exempel vattenburna värmesystem eller luftbehandlingssystem med måttliga krav på differenstryck och läckage.